# Joannes Ankerman
Joannes Ankerman, född 1636 i Södra Vi socken, död 1692 i Ljungs socken, han var en svensk kyrkoherde i Ljungs församling. 

## Biografi
Joannes Ankerman föddes 1636 på Sundsholm i Södra Vi socken. Han var son till bonden Anders och Maria Jönsdotter. Ankerman blev 1657 student vid Uppsala universitet, nämns första gången i universitets matrikel 16 oktober 1658. Hqan prästvigdes 8 december 1661 till komminister i Östra Stenby församling. Ankerman blev 1673 komminister i Vårdsbergs församling och 1674 kyrkoherde i Ljungs församling. Han begravdes 13 juli 1692 i Ljungs socken.

### Familj
Ankerman gifte sig med Sigrid Korling (död 1736). Hon var dotter till kyrkoherden Joannes Olavi Korling och Sophia Christiana Frost i Ljungs socken. De fick tillsammans dottern Maria som gifte sig med komminister F. Chourling i Vånga socken. Efter Ankermans död gifte Sigrid Korling om sig med komministern P. Ausenius i Ljungs socken.